# 卡雷勒
卡雷勒（法語：Carelles，法語發音：[kaʁɛl]）是法国马耶讷省的一个市镇，属于马耶讷区。

## 地理
卡雷勒（48°22'57"N, 0°54'18"W）面积13.23 平方千米，位于法国卢瓦尔河地区大区马耶讷省，该省份为法国西北部内陆省份，北起芒什省和奧恩省，西接伊勒-维莱讷省，南至曼恩-卢瓦尔省，东临萨尔特省。
与卡雷勒接壤的市镇（或旧市镇、城区）包括：勒瓦雷、科隆比耶迪普莱西、蒙托丹、圣贝特万-拉塔尼耶尔、圣但尼德加斯蒂讷。

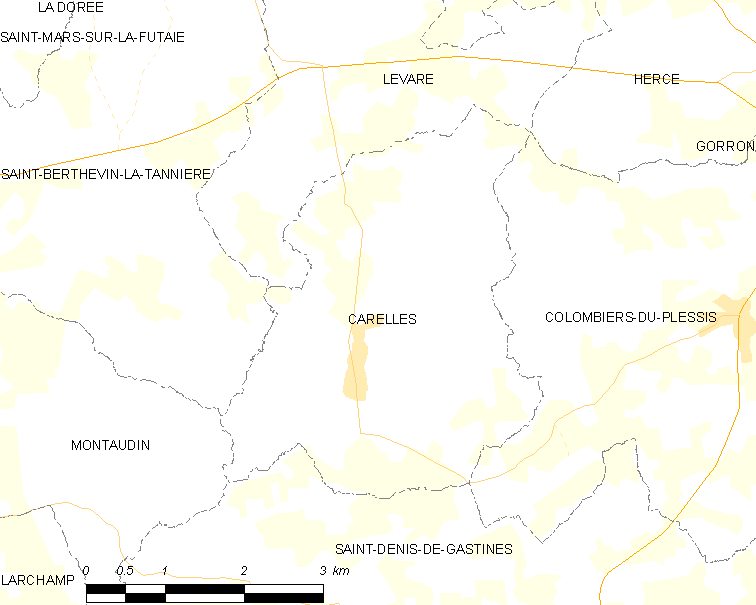
卡雷勒的OSM定位图

卡雷勒的时区为UTC+01:00、UTC+02:00（夏令时）。

## 行政
卡雷勒的邮政编码为53120，INSEE市镇编码为53047。

## 政治
卡雷勒所属的省级选区为戈龙县。

## 人口

1962-2008年间卡雷勒人口变化图示

卡雷勒于2022年1月1日时的人口数量为254人。